# Dmitrij Poljanskij (politiker)
Dmitrij Stepanovitj Poljanskij, född 7 november 1917 i Luhansk, död 8 oktober 2001 i Moskva, Ryssland var en framstående sovjetisk politiker.

## Biografi
Poljanskij föddes på dagen för utbrottet av den ryska revolutionen. Under åren 1924-31 gick han i grundskolan i Slavyanoserbsk. År 1930 blev han medlem i Ungkommunisterna, och 1932 började han arbeta på ett statligt kollektivjordbruk. Han fullgjorde sin utbildning vid jordbruksinstitutet i Charkov år 1939 och arbetade under åren 1939-40 i den regionala partikommittén i Charkov som ordförande i ministeriet för unga jordbrukare.
År 1940 anslöt sig Poljanskij till Röda armén. Samma år blev han student på skolan i den centrala partiorganisationen, och fick sin examen 1942. Han steg snabbt i graderna inom kommunistpartiets administrativa led och under åren 1942-45 var han förste sekreterare i kommittén för en lokal gren av kommunistpartiet i Novosibirsk, Altaiterritoriet. Åren 1945-49 arbetade han i kommunistpartiets personalavdelning, och var föreståndare för centralkommittén. 
Mellan 1949 och 1952 var han andre sekreterare i partiets regionkommittén i Krim och under perioden 1952-53 ordförande i kommunistpartiets verkställande kommitté för regionen Krim.
Efter Josef Stalins död, utsågs Poljanskij 1953 till förste sekreterare i partikommittén i Krim. Denna position han hade fram till 1955, då han blev förste sekreterare i kommunistpartiet i Orenburg fram till 1957. Från februari 1957 till april 1958 var han kommunistpartiets förstesekreterare i Krasnodar, och 1954 var han yngst i det sovjetiska presidiet där han var medlem fram till 1979.
År 1958 ersatte han Frol Kozlov som premiärminister ("ordförande i ministerrådet") i den ryska socialistiska federativa sovjetrepubliken, ett ämbete han innehade fram till 1962.
Mellan 1962 och 1965 var Poljanskij vice premiärminister, och under perioden 1965-73 förste vice premiärminister i Sovjetunionen. Mellan 1966 och 1976 var han medlem i politbyrån i Sovjetunionen och 1973-76 Sovjetunionens jordbruksminister. På grund av en intern konflikt i det kommunistiska partiet, där han kom i opposition mot Leonid Brezjnev, förlorade han emellertid sin ställning i politbyrån år 1976.
Han gick därefter till diplomatiska uppdrag och var 1976-82 sovjetisk ambassadör i Japan. Efter Brezjnevs död var han sovjetisk ambassadör i Norge från 1982 till 1987.
Poljanskij tilldelades Leninorden fyra gånger.